# Keita Suzuki
Keita Suzuki (Shizuoka, 8. srpnja 1981.) japanski je nogometaš.

## Klupska karijera
Igrao je za Urawa Reds.

## Reprezentativna karijera
Za japansku reprezentaciju igrao je od 2006. do 2008. godine. Odigrao je 28 utakmice.
S japanskom reprezentacijom Keita Suzuki je igrao na Azijskom kupu 2007.

## Statistika
| Japan  | Japan | Japan |
| Godina | Nast. | Gol.  |
| ------ | ----- | ----- |
| 2006.  | 7     | 0     |
| 2007.  | 13    | 0     |
| 2008.  | 8     | 0     |
| Ukupno | 28    | 0     |

## Vanjske poveznice
- National Football Teams
- Japan National Football Team Database